# Stefan Vennberg
Stefan Vennberg, född 14 april 1970 i Vänersborg, är en svensk tidigare fotbollsspelare, som spelat i allsvenskan med IK Oddevold, Örgryte IS och Halmstads BK, mestadels som mittfältare.

## Biografi

### Uppväxt
Vennberg föddes på sjukhuset i Vänersborg, men är uppvuxen i Trollhättan. Han började spela fotboll i Trollhättans FK i sex–sjuårsåldern, men bytte snart till Trollhättans IF. Han flyttades upp i klubbens A-lag 1988, då klubben låg i division 3.

### Karriär
1990 flyttade då 20-åriga Vennberg till IK Oddevold i division 1 södra. Han var med och vann division 1 1995, då Oddevold, med Torbjörn Nilsson som tränare, för första gången gick upp i allsvenskan. I allsvenskan 1996 gjorde Vennberg klubbens första allsvenska mål genom tiderna med ett långskott från 35 meter som gick ribba in. Oddevold ramlade emellertid ur allsvenskan direkt, och inför säsongen 1997 flyttade Vennberg till Örgryte IS.
Med ÖIS nådde Vennberg final i svenska cupen 1998, där man förlorade mot Helsingborgs IF efter straffar. I allsvenskan 1998 fick ÖIS dock kvala för att hänga kvar. Efter säsongen 1999 värvades Vennberg av Tom Prahl till Halmstads BK, och säsongen 2000 var han med och vann SM-guld med klubben. HBK slog även ut Benfica i Uefacupen 2000/2001.
2002 flyttade Vennberg till Gais, som då låg i division 2. Han var sedan med om att spela upp klubben först i superettan och sedan i allsvenskan, innan han avslutade elitkarriären efter säsongen 2005. Han varvade därefter ner med ett år i IK Oddevold i division 2 2006, som spelare och assisterande tränare till Bo Wålemark.
Efter karriären har Vennberg arbetat som sjukgymnast. Han var en av två tränare för FC Trollhättan 2015–2016. Han har två söner och en dotter.

## Klubbar
- Trollhättans IF –1989
- IK Oddevold 1990–1996
- Örgryte IS 1997–1998
- Halmstads BK 1999–2001
- Gais 2002–2005
- IK Oddevold 2006